# Zdravko Pal
Zdravko Pal hrvatski je akademski slikar; živi i radi u Zagrebu.

## Životopis
Rodio se 11. listopada 1976. u Daruvaru. Godine 2002. diplomirao slikarstvo na zagrebačkoj Akademiji likovnih umjetnosti, u klasi profesora  Igora Rončevića. Od 2001. godine pa do danas izlagao je na dvadesetak samostalnih i skupnih izložbi u zemlji i svijetu.

Član je  Hrvatskog društva likovnih umjetnika.

## Vanjske poveznice
- Hrvatsko društvo likovnih umjetnika
- NS Dubrava  Arhivirana inačica izvorne stranice od 23. listopada 2014. (Wayback Machine)